# Simpsonichthys fasciatus
Simpsonichthys fasciatus är en fiskart som beskrevs av Costa och Brasil 2006. Simpsonichthys fasciatus ingår i släktet Simpsonichthys och familjen Rivulidae. Inga underarter finns listade i Catalogue of Life.